# Dorthe Holm
Dorthe Holm (* 3. Juli 1972 in Kopenhagen) ist eine dänische Curlerin.
Holm gewann bei den Olympischen Winterspielen 1998 in Nagano die Silbermedaille.
Auch bei den Olympischen Winterspielen 2006 in Turin war Holm Teil des dänischen Curling-Olympiateams. Sie spielte auf der Position des Skip neben ihren Teamkolleginnen Third Denise Dupont, Second Lene Nielsen, Lead Malene Krause und Alternate Maria Poulsen. Das Team belegte gemeinsam mit dem US-amerikanischen Team den achten Platz.